# Brigitte Fugmann
Brigitte Fugmann (* 3. Mai 1948 in Kölleda; † 8. Oktober 1992 in Berlin) war eine deutsche Malerin und Grafikerin.

## Leben und Werk
Fugmann kam aus einer Schaustellerfamilie. 1968 machte sie das Abitur und arbeitete danach vorübergehend im Schaustellergewerbe. Von 1969 bis 1974 studierte sie an der Kunsthochschule Berlin-Weißensee u. a. bei Arno Mohr, Eberhard Bachmann, Fritz Dähn und Walter Womacka Malerei. Ab 1974 arbeitete sie in Berlin als selbständige Malerin, bis 1977 mit einem Fördervertrag des Magistrats von Berlin. In dieser Zeit unternahm sie Studienreisen in die UdSSR, nach Ungarn und Bulgarien. Von 1977 bis 1980 war Fugmann Lehrbeauftragte im Abendstudium an der Kunsthochschule Berlin-Weißensee. Von 1980 bis 1986 leitete sie Zeichenzirkel, u. a. im Berliner Haus der Jungen Talente und im Kulturhaus Erich Weinert. Von 1980 bis 1988 fertigte sie Auftragsarbeiten für die Räte der Berliner Stadtbezirke Prenzlauer Berg, Mitte, Friedrichshain und Lichtenberg. 1981 bis 1989 leitete sie das Mal- und Grafik-Zentrum einer soziokulturellen Einrichtung in Berlin-Pankow, bis 1987 zusammen mit Robert Rehfeldt. Sie lehrte dort Aktzeichnen und Siebdruck. Von 1989 bis 1990 erfolgte ein Studienaufenthalt im belgischen Knokke-Heist.
Fugmann hatte in der DDR Einzelausstellungen und Ausstellungsbeteiligungen, u. a. an der Kunstausstellung der DDR 1982/1983. Sie war von 1974 bis 1991 Mitglied des Verbands Bildender Künstler der DDR. Sie gehörte zu den typischen Protagonistinnen der sogenannten Berliner Schule. Zu ihrem Freundeskreis gehörte u. a. der Jazz-Posaunist Conny Bauer, von dem sie 1982 ein Ölbild malte. 1986 porträtierte sie die Sängerin und Schauspielerin Sanije Torka.
Brigitte Fugmann wurde in Ohrdruf beigesetzt. Ihr Nachlass wird in der Güstrower Galerie Kunst am Dom kuratiert und betreut.
Werke Brigitte Fugmanns befinden sich u. a. im Stadtmuseum Berlin, im Berliner Bode-Museum und im Kunstarchiv Beeskow.

## Darstellung Brigitte Fugmanns in der bildenden Kunst
- Linde Bischoff: Bildnis Brigitte Fugmann (1976, Kohlezeichnung, 44,5 × 34,5 cm; Stadtmuseum Berlin)[3]

## Rezeption
Für Ingeborg Ruthe gehörte Fugmann zu der „Ostberliner Szene, die sich […] allem ideologischen Gedöns, sozialistischen Realismus-Dogmen und agitatorischer Kunst widersetzten [… sie] wählten stattdessen mit ihren Motiven lieber das Arkadische, Mythologische: ortlose Landschaften, Interieurs, stille, unaufgeregte Gefilde… sie hatte eine starke Neigung zur Musik, zu Rhythmen, die in ihrer Malerei zu entdecken sind. Sie begeisterte sich für wesenhafte, charaktervolle Porträts […] Geradezu matisse-haft farb- und lebensprall sind Fugmanns Landschaften, sinnlich-kraftvoll die wohl an Beckmann orientierten Badeszenen. Immer begeisterte sie sich am Sichtbaren, nie am Ausgedachten.“
Im Februar 2024 erinnerte die Zeit an Fugmann, ließ Weggefährtinnen und Weggefährten zu Wort kommen und berichtete über den Verbleib und das Verschwinden einiger Werke.

## Museen und öffentliche Sammlungen mit Werken Brigitte Fugmanns (unvollständig)
- Beeskow: Kunstarchiv Beeskow[5]
- Berlin: Stiftung Stadtmuseum Berlin[6]
- Berlin: Kunstsammlung Pankow[7]

## Werkbeispiele
- Strandstudie (1978, Gouache)[1]
- Marionetten (1981, Öl, ausgestellt 1982/1983 auf der IX. Kunstausstellung der DDR)[8]
- Conny Bauer (1982, Öl)
- Gruftis (1988, Öl)[1]
- Prenzlauer Berg (1988, Öl)[9]

## Einzelausstellungen (mutmaßlich unvollständig)
- 1974: Berlin, Café Venus
- 1976: Berlin, Haus der Jungen Talente
- 1976: Berlin, Otto-Nagel-Haus
- 1979: Weimar, Cranach-Haus
- 1980: Berlin, Kleine Galerie Pankow
- 1982: Berlin, Galerie Sophienstraße Nr. 8 (Malerei und Zeichnungen)

### Postum
- 2017: Berlin, Galerie Oben (Malerei und Papierarbeiten)
- 2024: Güstrow, Galerie Kunst am Dom,  Zeitenwende (Malerei und Grafik)

## Gruppenausstellungen (Auswahl)
- 2018: Berlin, Inselgalerie (Wieder im Licht III; mit Christa Böhme und Brigitte Handschick)[10]
- 2023: Berlin, Schloss Biesdorf (Hidden Layers; unter anderen mit Dorit Bearach, Agathe Böttcher, Reinhard Jacob, Konrad Knebel)